# Ian Froman

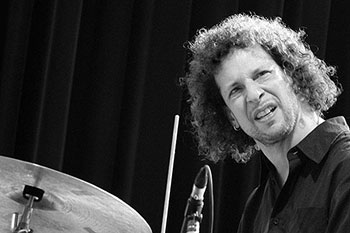
Ian Froman

Ian Froman (* um 1960) ist ein kanadischer Jazzschlagzeuger, der in den Vereinigten Staaten lebt.
Froman erhielt bereits als Kind Klavierunterricht, bevor er dreizehnjährig zum Schlagzeug wechselte. Er lernte zunächst autodidaktisch. Er studierte am Berklee College of Music (Bachelor 1984), wo er heute unterrichtet, am Atlantic Center for the Arts in Florida (bei Elvin Jones) und am New England Conservatory of Music (Master 1986). Neben seiner Tätigkeit als Professor am Berklee College unterrichtet er auch beim New Yorker Drummers Collective.
Bereits während des Studiums gründete er das Quartett Forward Motion mit Tommy Smith Laszlo Gardony und Terje Gewelt, das zwei Alben für Hep einspielte. 1986 nahm er mit Gardony und Miroslav Vitouš das Album The Secret auf.
Mit dem Saxophonisten Mike Murley, dem Bassisten Chris Tarry und dem Keyboarder und Trompeter Brad Turner gründete Froman 1997 die kanadische Gruppe Metalwood, mit der er mehrere Alben aufnahm. Mit dieser Band erhielt er insgesamt drei Juno Awards (1998, 1999 sowie 2016 den Juno Award/Jazz Album of the Year – Group), zwei Auszeichnungen des Jazz Report Magazine (1998, 1999) und einen West Coast Music Award (1998).
Außerdem arbeitete Froman u. a. mit Dave Liebman, Rick Margitza, Ahmad Mansour, Sheryl Bailey, Richard Bliwas und Wolfgang Schalk zusammen, seit 2010 auch in der Fusion-Formation Regals ( The Double-Duo Sessions ). 2020 spielte er im Trio des Pianisten Billy Test.